# Andrew Watson (cầu thủ bóng đá)
Andrew Watson (24 tháng 5 năm 1856 - 8 tháng 3 năm 1921) được coi là người da đen đầu tiên trên thế giới chơi bóng đá ở cấp quốc tế. Anh chơi ba trận cho Scotland trong khoảng thời gian từ 1881 đến 1882. Arthur Wharton thường được cho là cầu thủ da đen đầu tiên của Anh, vì anh là cầu thủ bóng đá chuyên nghiệp da đen đầu tiên và là người đầu tiên chơi ở Football League, nhưng sự nghiệp của Watson đã vượt qua anh trong hơn một thập kỷ.

## Tiểu sử
Watson là con trai của một người trồng mía giàu có người Scotland Peter Miller Watson (1805-1869) (con trai của James Watson, của Crantit, Orkney, Scotland) và một phụ nữ Guianese người Anh địa phương tên là Hannah Rose. Anh đến Anh cùng với cha và chị gái Annetta và họ được thừa hưởng một khoản đáng kể khi cha họ qua đời ở London vào năm 1869. 
Ông được giáo dục tại Trường Trung học Heath ở Halifax, West Yorkshire và sau đó từ năm 1871 tại Trường Cao đẳng King, ở Wimbledon, Luân Đôn, nơi các hồ sơ cho thấy ông xuất sắc trong các môn thể thao bao gồm bóng đá. Sau đó, anh theo học triết học tự nhiên, toán học và kỹ thuật tại Đại học Glasgow khi anh 19 tuổi, nơi tình yêu bóng đá của anh nảy nở. Anh ấy chơi ở vị trí hậu vệ cánh, ở bên phải hoặc bên cánh trái.